# IC 1295
IC 1295 је планетарна маглина у сазвјежђу Штит која се налази на листи објеката дубоког неба у Индекс каталогу.
Деклинација објекта је - 8° 49' 35" а ректасцензија 18h 54m 37,1s. Привидна величина (магнитуда) објекта IC 1295 износи 12,5 а фотографска магнитуда 15,0. IC 1295 је још познат и под ознакама PK 25-4.2, CS=15.0.